# Вольфганг Шойбле
Во́льфґанґ Шо́йбле (нім. Wolfgang Schäuble; 18 вересня 1942, Фрайбург — 26 грудня 2023, Оффенбург) — німецький політик, член ХДС, з 24 жовтня 2017 до 26 жовтня 2021 — голова Бундестагу ФРН.
Від 2005 до 2009 — федеральний міністр внутрішніх справ. З 28 жовтня 2009 до 24 жовтня 2017 — міністр фінансів.
у 1984—1989 рр. — федеральний міністр з особливих завдань та голова Канцелярії федерального канцлера. У 1989—1991 рр. Вольфґанґ Шойбле вже раз займав пост федерального міністра внутрішніх справ в уряді канцлера Коля. У 1991—2000 рр. — голова фракції ХДС/ХСС у Бундестазі, в 1998—2000 — голова федеральної президії ХДС.
У жовтні 2021 року Вольфганг Шойбле поступився посадою голови Бундестагу соціал-демократці Бербель Бас.

## Біографічні відомості
Вольфґанґ Шойбле був одружений із Інґеборґ Шойбле, із якою мав чотирьох дітей. Його брат, Томас Шойблє, був протягом довгого часу міністром внутрішніх справ землі Баден-Вюртемберґ, а з 2004 р. займає пост голови правління «Баденської державної броварні Ротгаус».
Після складення абітури в 1961 р. Шойбле почав студії правничих наук і економіки спочатку в Фрайбурзі, а потім в Гамбурзі, які закінчив в 1966 р., здавши перший державний екзамен з права. У 1970 р. Вольфґанґ Шойбле склав другий державний екзамен з права.
У 1971 р. захистив дисертацію на тему «Позиція окремого аудитора в аудиторських компаніях в контексті аудторського права» і здобув науковий ступінь доктора юридичних наук. Після цього Шойбле вступив на державну службу і працював у податковій адміністрації землі Баден-Вюртемберґ.
У 1978—1984 рр. Вольфґанґ Шойбле займався адвокатською практикою і був акредитований як адвокат при земельному суді в Оффенбурзі.

## Політична кар'єра

### Партія
Свою політичну кар'єру Шойбле почав у 1961 р., вступивши до «Юнґе Уніон», молодіжну організацію ХДС. Під час навчання в університетах у Фрайбурзі і Гамбурзі очолював студентський клуб ХДС. 1965 року Шойбле став членом ХДС. У 1969—1972 рр. — голова південнобаденського окружного комітету «Юнґе Уніон», у 1976—1984 рр. — голова фахового комітету ХДС із питань спорту.
Після поразки ХДС на парламентських виборах 1998 Шойбле обрали головою федеральної президії партії. Унаслідок скандалу навколо фінансування ХДС Шойбле був вимушений піти у відставку з посту голови партії та голови фракції партії в Бундестазі. Новим головою фракції став Фрідріх Мерц, а новим головою партії обрали Анґелу Меркель. Проте Шойбле залишився членом федеральної президії ХДС.

### Депутатський мандат
Вольфґанґ Шойбле був депутатом Бундестагу з 1972. З 1981 до 1984 виконував обов'язки парламентського керівника справ фракції ХДС/ХСС у Бундестазі. 1991 року — голова фракції.
Після поразки ХДС/ХСС на парламентських виборах 1998 Шойбле став лідером опозиції в Буднестазі. З цього посту він подав у 2000 р. у відставку внаслідок скандалу з фінансуванням партії. Із жовтня 2002 до листопада 2005 Вольфґанґ Шойбле виконував функцію заступника голови фракції ХДС/ХСС у Бундестазі.
Вольфґанґ Шойбле кожен раз здобував свій парламентський мандат через прямі вибори в мажоритарному виборчому окрузі. Під час виборів до Бундестаґу в 2005 Шойбле здобув у виборчому окрузі 285 (Оффенбурґ) 50,5 % голосів, результат Шойбле в цьому окрузі на виборах 2002 склав 52,9 %.

## Політична позиція
1991 року Шойбле активно обстоював перенесення федеральної столиці з Бонна до Берліна; його промову в Бундестазі вважають переломним пунктом у парламентських дебатах з цього питання.
1999 р. з ініціативи Вольфґанґа Шойбле провели кампанію зі збору підписів проти реформи закону про німецьке громадянство. Акція проводилася під девізом «Інтеграції — так, подвійному громадянству — ні». Тодішнього канцлера Ґергарда Шредера Шойбле часто звинувачував у лицемірстві з огляду на його політику замовчування фактів порушення прав людини в Росії.
Посилаючись на історію Священної Римської імперії, Шойбле вимагав, з огляду на роль Німеччини в Європі, більше патріотизму і «здорову національну свідомість». «Німеччина як країна усередині континенту, і це свідчить також історія Священної Римської імперії, має європейське покликання». Крім патріотизму, Вольфґанґ Шойбле вимагав ще й нову свідомість політичної еліти. Він вважав, що в дебатах навколо німецької історії та її усвідомлення часто надто домінує політкоректність (англ. political correctness) замість громадянської мужності.
У грудні 2005 Шойбле висунув пропозицію щодо використання німецькими спецслужбами свідчень, здобутих від іноземних спецслужб і у випадку яких не виключеним є, що здобуті вони цими спецслужбами при застосуванні тортур. Особливо велику користь такі покази мали б в контексті «війни з тероризмом». Ця пропозиція Шойбле була не тільки відхилена опозиційними партіями ВДП, Лівими та Зеленими та СПДН, партнером ХДС по коаліція, але й викликала шквал критики в самих ХДС і ХСС.
Шойбле обстоював внесення відповідних змін до конституції, щоб зробити можливим використання збройних формування Бундесверу на території ФРН для забезпечення громадського порядку та захисту життя громадян (в тому числі і для збивання цивільних пасажирських машин, захоплених терористами). Теперішня редакція конституції дозволяє використання формувань Бундесверу тільки за межами ФРН або у випадку збройної агресії проти ФРН або її союзників. У цій позиції Шойбле підтримував більшість політиків із ХДС/ХСС, решта німецького політикуму її відхиляє.
Вольфґанґ Шойбле також обстоював скасування закріпленого в законі про плату за користування автобанами обмеження використання відповідних даних, зібраних від власників транспортних засобів, тільки на сферу обрахунку плати за користування автобаном. Шойбле пропонував уможливити через відповідні зміни до закону доступ і право використання цих даних слідчими органами з метою розкриття злочинів.
Вольфґанґ Шойбле, крім того, висунув перед Європейським парламентом вимогу про введення в школах уроків ісламу, водночас він вважав носіння мусульманками паранджі не відповідним європейській системі цінностей.
Після рішення Федеральної судової палати про те, що для проведення онлайнових обшуків на приватних комп'ютерах підозрюваних осіб не існує законодавчої основи, Шойбле пропонував внести відповідні зміни до кримінально-процесуального кодексу, закону про Федеральне кримінальне бюро та земельні закони про поліцію.
У квітні 2014 року Вольфганг Шойбле, під час виступу перед учнями однієї зі шкіл Берліна, порівняв анексію Криму Росією 2014 року із політикою Гітлера із захоплення 1938 року Судетських областей тодішньої Чехословаччини і подальшому переводу під контроль всієї Чехословаччини. Ці висловлювання Шойбле викликали на його адресу шквал критики — як з боку офіційної Росії, так і всередині Німеччини, особливо з боку лівих.

## Критика
Провідні політики[хто?], особливо із СДПН і Зелених, звинувачували Шойбле в підміні понять правової держави та воєнного стану. Ця критика була направлена передусім проти пропозиції Шойбле щодо використання Бундесверу на території Німеччини.
Крім того, гостро критикували введення так званого «бундес-трояна». За цією назвою крився план непомітно піддавати приватні комп'ютери підозрюваних осіб онлайновому обшуку, причому точні технічні деталі такого обшуку досі невідомі. Федеральна судова палата рішенням від 31 січня 2007 р. зупинила ці плани, оскільки, на думку суддів, сучасний стан німецького законодавства не дозволяв проводити подібні обшуки.
Шойбле часто звинувачували[хто?] в тому, що його політичні ініціативи вихолощують поняття «держави права» і підміняють його «державою безпеки», в яка ставить фіктивне «право на безпеку» над усіма конституційними правами людини і громадянина.

## Політичні посади
15 листопада 1984 р. Шойбле ввійшов до складу першого кабінету канцлера Коля як федеральний міністр із особливих завдань та голова Канцелярії федерального канцлера.
21 квітня 1989 р. у ході реорганізації кабінету канцлера Коля Вольфґанґ Шойбле обійняв посаду федерального міністра внутрішніх справ. На цій посаді він вів переговори від імені ФРН щодо договору про возз'єднання Німеччини з представниками тодішньої НДР.
12 жовтня 1990 р. Шойбле під час виборчої акції в Оппенау став жертвою замаху. Психічно важкохворий чоловік на ім'я Дітер Кауфманн важко поранив політика з вогнепальної зброї. Відтоді нижня частина тіла Вольфґанґа Шойбле була паралізована, і пересуватися він міг тільки в інвалідному візку.

## Нагороди
- Премія «Квадрига» 2010 року[19].